# أمين سار
أمين سار (بالسويدية: Amin Sarr)‏ هو لاعب كرة قدم سويدي، ولد في 11 مارس 2001 في مالمو في السويد.

## وصلات خارجية
- أمين سار على موقع الاتحاد الأوربي (الإنجليزية)
- أمين سار على موقع اتحاد السويد (السويدية)
- أمين سار على موقع قاعدة بيانات كرة القدم.إي يو (الإنجليزية)
- أمين سار على موقع ليكيب (الفرنسية)
- أمين سار على موقع Soccerbase.com (لاعب) (الإنجليزية)
- أمين سار على موقع Soccerway.com (الإنجليزية)
- أمين سار على موقع عالم كرة القدم.نت (الإنجليزية)